# Leptoeme acme
Leptoeme acme är en skalbaggsart som beskrevs av Jordan 1903. Leptoeme acme ingår i släktet Leptoeme och familjen långhorningar. Inga underarter finns listade i Catalogue of Life.